# Faltenovo
Faltenovo (ok. 1260 m) – przełęcz w Górach Stolickich na Słowacji. Znajduje się w grzbiecie łączącym najwyższy szczyt tych gór Stolicę (1476 m) z Kohútem (1409 m). W grzbiecie między przełęczą Faltenovo a Kohutem na mapie wyróżniono jeszcze niewybitny wierzchołek Faltenov vrch (1338 m).
Rejon przełęczy Faltenovo porasta las. W zachodnie stoki przełęczy wcina się dolinka niewielkiego potoku Hlboký potok, na stokach wschodnich wypływają dwa źródłowe cieki rzeki Štítnik. Na przełęczy krzyżują się 3 szlaki turystyczne.
Szlaki turystyczne
  Muránska Zdychava – Skalica – Faltenovo. Odległość 5,4 km, suma podejść 725 m, suma zejść 1 m, czas przejścia 2,15 h.
  Faltenovo – Kohút. Odległość 2,6 km, suma podejść 180 m, suma zejść 25 m, czas przejścia 50 min
  Čierna Lehota – Faltenovo. Odległość 8,6 km, suma podejść 775 m, suma zejść 21 m, czas przejścia 2,50 h
    Faltenovo – Harová – Stolica. Odległość 3,5 km, suma podejść 259 m, suma zejść 37 m, czas przejścia 1,10 h